# Иодид европия(III)
Иодид европия(III) — неорганическое соединение, 
соль европия и иодистоводородной кислоты с формулой EuI3,
бесцветные кристаллы,
растворяется в воде,
образует кристаллогидраты.

## Получение
- Растворение карбоната европия(III) в иодистоводородной кислоте:

{\displaystyle {\mathsf {Eu_{2}(CO_{3})_{3}+6HI\ {\xrightarrow {}}\ 2EuI_{3}+3CO_{2}\uparrow +3H_{2}O}}}

## Физические свойства
Иодид европия(III) образует бесцветные кристаллы.
Растворяется в воде.
Образует кристаллогидраты EuI3•n H2O, где n = 6 и 9 — зелёные кристаллы.

## Химические свойства
- Безводная соль легко диспропорционирует:

{\displaystyle {\mathsf {2EuI_{3}\ {\xrightarrow {}}\ 2EuI_{2}+I_{2}}}}
- Кристаллогидрат разлагается при нагревании:

{\displaystyle {\mathsf {2EuI_{3}\cdot 6H_{2}O\ {\xrightarrow {T}}\ 2EuOI+2HI+13H_{2}O}}}